# Benham (Kentucky)
Benham es una ciudad ubicada en el condado de Harlan en el estado estadounidense de Kentucky. En el Censo de 2010 tenía una población de 500 habitantes y una densidad poblacional de 776,72 personas por km².

## Geografía
Benham se encuentra ubicada en las coordenadas 36°57′53″N 82°57′15″O / 36.96472, -82.95417. Según la Oficina del Censo de los Estados Unidos, Benham tiene una superficie total de 1.04 km², de la cual 1.04 km² corresponden a tierra firme y (0%) 0 km² es agua.

## Demografía
Según el censo de 2010, había 500 personas residiendo en Benham. La densidad de población era de 776,72 hab./km². De los 500 habitantes, Benham estaba compuesto por el 92.8% blancos, el 6.6% eran afroamericanos, el 0.2% eran amerindios, el 0% eran asiáticos, el 0% eran isleños del Pacífico, el 0% eran de otras razas y el 0.4% pertenecían a dos o más razas. Del total de la población el 0% eran hispanos o latinos de cualquier raza.